# Kaple svatého Jana Křtitele (Rožany)
Kaple svatého Jana Křtitele, často nesprávně označovaná jako kostel, je římskokatolická kaple v Rožanech (místní část města Šluknov). Novorománská stavba pochází z roku 1936.

## Historie
Přestože byly Rožany ve svých počátcích přidělené k arcikněžskému stolci v Bischofswerdě, patřily do šluknovského farního okrsku. Mezi farníky se těšil zvláštní úctě svatý Jan Křtitel, proto pořádali každoročně v neděli po jeho svátku slavnostní procesí do šluknovského kostela svatého Václava. Zatímco všechny okolní obce měly na svém území kostel nebo alespoň kapli, Rožany začaly s přípravami výstavby vlastního svatostánku až ve 30. letech 20. století. Prostorná kaple, zasvěcená příznačně svatému Janu Křtiteli, byla dokončena roku 1936. Sloužila k pravidelným nedělním bohoslužbám nejen pro samotné Rožany, ale také pro Královku a Harrachov. Vzhledem ke svému stáří se dochovala v původní podobě bez pozdějších stavebních úprav.
Kaple svatého Jana Křtitele je ve vlastnictví Římskokatolické farnosti – arciděkanství Šluknov a není památkově chráněna. Bohoslužby slouží šluknovský arciděkan P. Pavel Procházka. Konají se poslední neděli v měsíci v období od června do září.

## Popis
Jednolodní neorientovaná kaple na obdélníkovém půdorysu je zakončená odsazeným presbytářem, na který navazuje sakristie. Z průčelí vystupuje hranolová věž, která vytváří středový rizalit. Původní novorománskou fasádu zdobí bosované lizény a obloučkové vlysy. Vnitřek kaple kryje plochý trámový strop. Dřevěná kruchta je usazena na zděné podezdívce. Hlavní oltář zdobí sochy svatého Jana Křtitele a Ježíše Krista. Vlevo od vítězného oblouku je umístěna dřevěná kazatelna, vpravo oltář se sochou Panny Marie. Sochu anděla s dítětem zhotovil místní řezbář Franz Rosche (1885–1944). Varhany z roku 1941 vyrobila firma Hermann Eule ze saského Budyšína. Mají jeden manuál a sedm rejstříků.

## Okolí kaple
Nedaleko kaple roste Javorová brána, která je od roku 1997 zařazená mezi památné stromy.

## Galerie

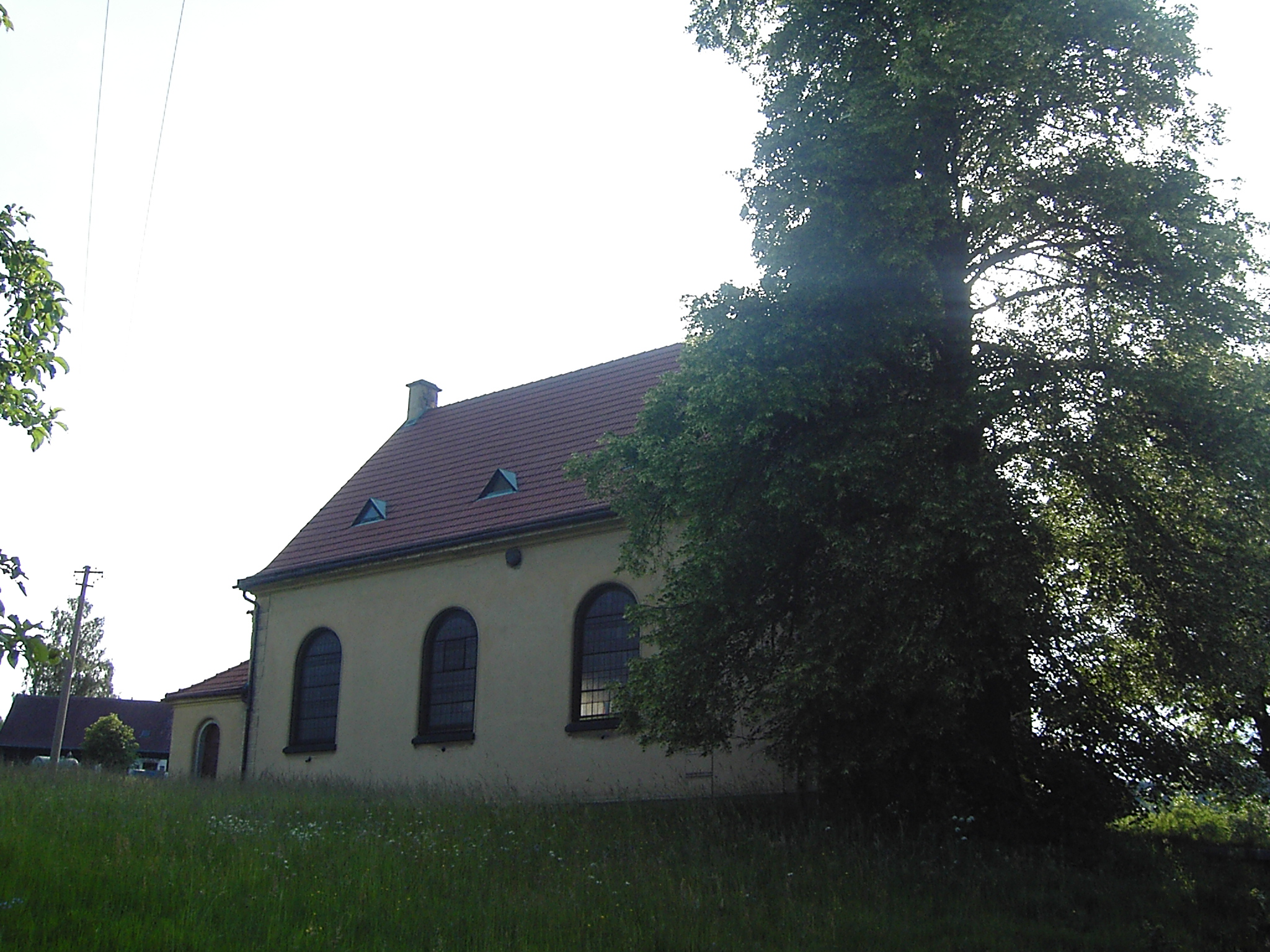
Boční pohled
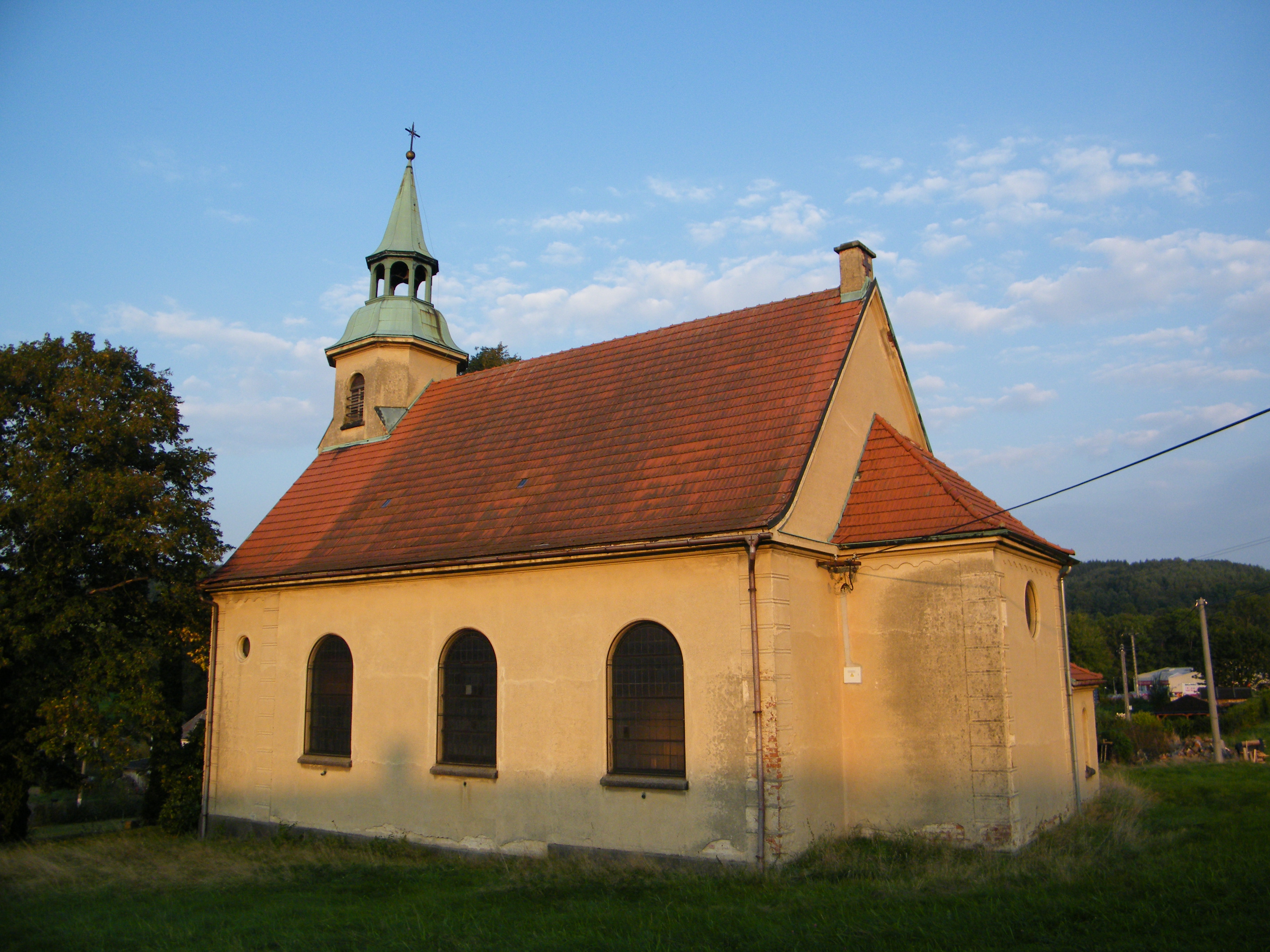
Boční pohled
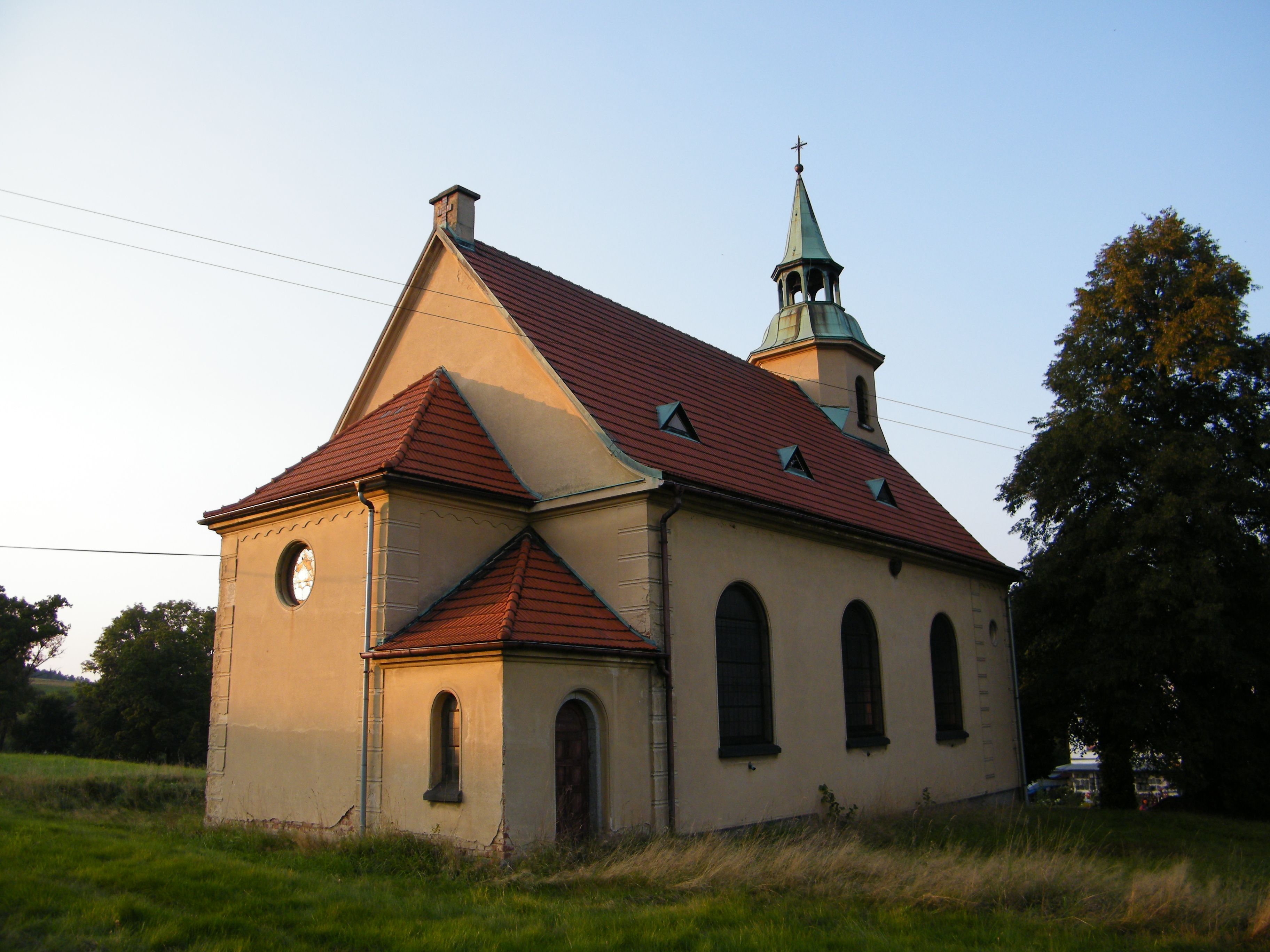
Závěr se sakristií
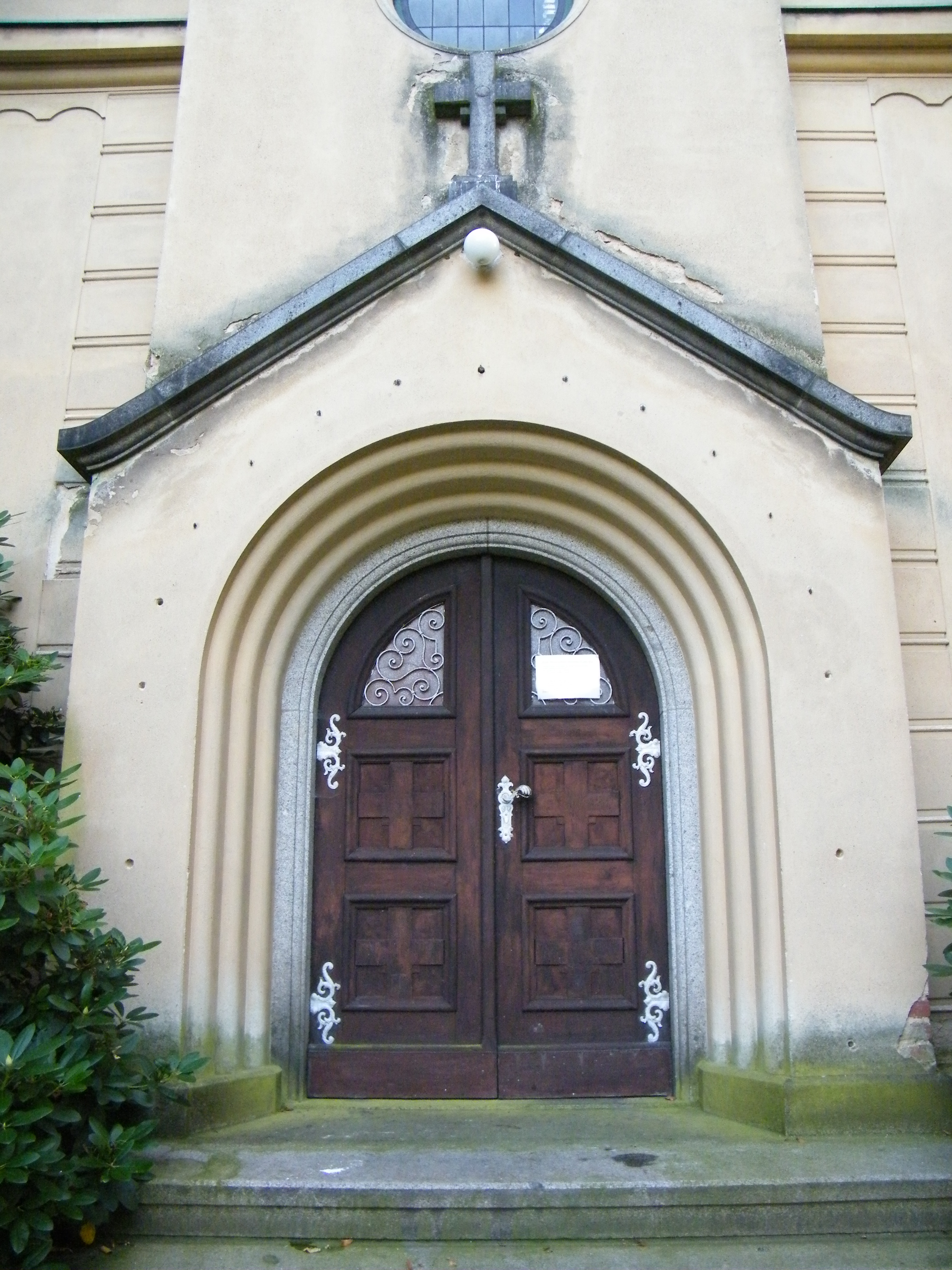
Portál